# Стальмахов, Владимир Александрович
Владимир Александрович Ста́льмахов (27 апреля 1970, Москва, РСФСР — 9 июля 2011, Москва, Российская Федерация) — депутат Государственной думы Российской Федерации 4 и 5 созывов (2003—2011) от партии «Единая Россия».

## Биография
Родился в семье военнослужащих.
В 1987 году окончил Московское Суворовское училище, в 1991 году — Московское Высшее пограничное училище КГБ СССР имени Моссовета, в 1992 году — Горьковскую Высшую школу КГБ СССР, в 2006 году — Военную академию Генерального штаба Вооруженных Сил РФ. Кандидат политических наук.
- 1992—1994 годы — на оперативной работе в центральном аппарате ФСБ России. В 1994 году уволился по сокращению штатов из ФСБ РФ.
- 1995—1996 годы — консультант, затем совладелец в частном охранном предприятии «Байкал».
- 1996—1999 годы — советник президента в ООО НПО «Космос».
- 1999—2003 годы — заместитель председателя правления коммерческого банка «Кутузовский».
- 2003 год — вице-президент ООО НПО «Космос» по экономической безопасности.
- с 2003 года — депутат Государственной Думы ФС РФ, член фракции «Единая Россия», член Комитета ГД по безопасности.

## Награды и звания
- Медаль ордена «За заслуги перед Отечеством» II степени.
- Орден Святого Благоверного князя Даниила Московского III степени.
- Орден Преподобного Сергия Радонежского III степени.
- Благодарность Председателя ГД РФ.